# ヨツメウオ
ヨツメウオ（四つ目魚）は、ヨツメウオ属 Anableps に分類される3種の魚の総称。目の上半分を水面上に出して泳ぐことが特徴である。
その姿から熱帯魚として飼育され、水族館などでも人気が高い。飼育は意外に難しく長期にわたって繁殖維持されているケースは少ない。
水の汚れに弱く、餌も適切なものでないと消化不良を起こしやすい。

## 形態・生態

眼の構造。
1, 水中用網膜 2, 水晶体 3, 水上用瞳孔 4, 隔壁 5, 虹彩 6, 水中用瞳孔 7, 水上用網膜 8, 視神経

全長は15 cmほどだが、大型個体では30 cmを超える。これはカダヤシ目中最大である。背中側は褐色で、腹側は白い。頭が幅広く、丸い眼球が大きく飛び出す。目は勿論2つしかないが、それぞれの瞳を水平に横切る不透明の仕切りがあり、名前のとおり目が4つあるように見える。体の断面は逆三角形でメダカを大きくしたような体型だが、カダヤシ目に分類されメダカよりもカダヤシやグッピーに近縁である。
アマゾン川を中心とした南米北東部から中米にかけての熱帯域に分布し、海水と淡水が混じる河口の汽水域に群れで生息する。瞳の仕切りから上を水面上に出し、フラフラしながら水面を泳ぐ。この行動は水面上と水面下を同時に見て、水鳥などの敵をいち早く発見するためと考えられている。
食性は肉食性で、水に落ちた昆虫類などを捕食する。敵を発見すると水草や水面を覆う木陰の中に逃げこむ。餌探しや逃走の時には普通の魚のように水中に潜って泳ぐが、あまり速くは泳げず、頭を振りながら泳ぐ姿はぎこちない。
卵胎生の魚でもある。

## 分類
ヨツメウオ属 Anableps は3種を含む。
A. anableps (Linnaeus, 1758)
南米北部、トリニダード島からアマゾン川の水系に分布する。体側に紫の線が走る。
A. microlepis Müller et Troschel, 1844
分布域は A. anableps と同じであるが、眼窩間長が眼径より短い・側線鱗数が60以上・尾鰭の末端が斜めになる・体側の線が不明瞭などの点で区別できる。
A. dowei Gill, 1861
中米の太平洋側、メキシコ南部からニカラグアの水系に分布する。